# Urmas Rooba
Urmas Rooba (født 8. juli 1978) er en estisk professionel fodboldspiller, der spiller i den estiske klub Paide Linnameeskond. Han har tidligere spillet for FC København og FC Midtjylland og Vejle BK.
Før han kom til dansk fodbold nåede han at spille for fire forskellige klubber i sit hjemland Estland. De fire klubber var FC Lelle, Lelle SK, Tervis Pärnu og Flora Tallinn. Roobas skifte i sommeren 2006 til Vejle Boldklub blev ingen succes, da han var skadet mere eller mindre hele tiden, og han nåede blot 1 kamp inden Rooba og B i november 2007 blev enige om at ophæve samarbejdet. Rooba var fra august 2007 til udgangen af oktober 2007 udlejet til finske TPS. 
Rooba har optrådt på det estiske landshold 70 gange.